# Starship Troopers: Traitor of Mars
Starship Troopers: Traitor of Mars este un film american  și japonez de animație științifico-fantastic militar  din 2017 regizat de Shinji Aramaki și Masaru Matsumoto. Rolurile principale (de voce) au fost interpretate de actorii  Casper Van Dien, Dina Meyer și DeRay Davis. A avut premiera la 21 august 2017. Este al cincilea film din seria bazată pe romanul Infanteria stelară de Robert A. Heinlein și al doilea film de animație.

## Prezentare
Povestea are loc după evenimentele din Starship Troopers: Invasion, Johnny Rico este ridicat la gradul de colonel și relocat pe un satelit marțian pentru a forma o nouă trupă de infanterie mobilă. În timp ce Federația ataca planeta mamă a insectelor, planeta Marte este ținta secretă a acestora.

## Distribuție
- Casper Van Dien - Colonel Johnny Rico
- Dina Meyer - Dizzy Flores
- Luci Christian - Carmen Ibanez
- Justin Doran - Carl Jenkins
- Emily Neves - Amy Snapp
- Scott Gibbs - Baba
- DeRay Davis - 101
- Juliet Simmons - Camacho
- Chris Gibson - Dutch
- Greg Ayres - Geo
- Leraldo Anzaldua - Ratzass
- Andrew Love - Fed Net Official
- John Swasey - George
- Kyle C. Jones - Daniel
- Rob Mungle - Special Branch Chief Torek
- Maggie Flecknoe - Ticket Agent

## Producție
După Roughnecks: Starship Troopers Chronicles (1999) și Starship Troopers: Invasion (2012), Starship Troopers: Traitor of Mars este al treilea proiect animat CGI din seria de filme Infanteria stelară. Scenaristul Edward Neumeier a revenit pentru a scrie scenariul acestui film.